# العرقوب (جزين)
العرقوب  هي إحدى القرى اللبنانية من قرى قضاء جزين في محافظة الجنوب.